# Summo iugiter studio
Summo iugiter studio è un breve apostolico di papa Gregorio XVI del 27 maggio 1832, recante il sottotitolo "A proposito di matrimoni misti". 

## Contenuto
Il documento definisce il matrimonio misto come un matrimonio in cui entrambi i partner appartengono a diverse comunità religiose. Anche i matrimoni tra cattolici e non cattolici sono considerati misti. Il pontefice ha anche dichiarato che in passato, in accordo con il Corpus Juris Canonici, erano state concesse eccezioni per il partner cattolico ed è stabilito che i bambini nati da questi matrimoni debbano essere educati secondo la fede cattolica.
Papa Gregorio XVI critica il modo troppo liberale con cui vengono trattati i cosiddetti matrimoni misti in alcune diocesi. Condanna il disprezzo per le prescrizioni e deplora il fatto che i bambini nati da suddetti matrimoni non siano cresciuti nella fede cattolica definendole come evoluzioni che vanno nella direzione dell'eresia. In un altro paragrafo Gregorio XVI discusse lo sviluppo storico e spiegò perché i matrimoni misti violino i principi della fede.

### Cattolici di Baviera
I bavaresi cattolici hanno diritto a elogi speciali, perché - come scrive il papa - molti di loro sono attaccati alla fede cattolica e vivono in sincera obbedienza all'autorità ecclesiastica. In particolare, doveva essere riconosciuta anche la fermezza di tutto il clero che osservava e seguiva le disposizioni del canone. Il Papa espresse la speranza che questa enciclica potesse stimolare la forza e la volontà di vivere nella fede. Ringrazia espressamente il re Ludovico I di Baviera per la sua lealtà nei confronti della Santa Sede, chiedendo il suo aiuto nel sostegno del diritto canonico.

### Responsabilità del clero
Il papa ha esortato il clero e li ha messi in guardia da qualche negligenza. Ha anche sottolineato il suo dovere di mettere in guardia contro i matrimoni misti e, se necessario, di prevenirlo. Tale divieto includeva anche il rifiuto di annunciare pubblicazioni e lettere di dispensa. Ha messo in guardia contro tali atti, dichiarandoli pregiudizievoli per la fede. Inoltre, proibiva espressamente il nuovo matrimonio i divorziati di fede cattolica; questi matrimoni non conformi al diritto canonico dovevano essere dichiarati nulli.